# Nadejda Aronețkaia
Nadejda Aronețkaia (n. 20 septembrie 1919, Baku, Azerbaijan; d. 28 aprilie 1993, Tiraspol, Republica Moldova) a fost o regizoare de teatru care a activat în RSS Moldovenească și a fondat, în 1969, Teatrul Republican din Tiraspol, astăzi Teatrul dramatic „Nadejda Aronețkaia”.
A absolvit Institutul de Artă Teatrală „A. Lunacearski” din Moscova.
Activitatea sa profesională s-a desfășurat în diferite localități:
- 1948–1952: actriță și regizor la teatrele din orașul Balahna și Rostov-pe-Don
- 1956–1960: regizor la teatrul „Aleksandr Pușkin” din Chișinău
- 1960–1963: prim-regizor la teatrul „Luceafărul” din Chișinău
- 1964: regizor la Teatrul Central pentru Copii din Moscova
- 1969–1979: prim-regizor la Teatrul Rus de Dramă și Comedie din Tiraspol

În 1965, Nadejda devine lector superior la Institutul de Arte Gavriil Muzicescu din Chișinău, astăzi Academia de Muzică, Teatru și Arte Plastice din Chișinău. A regizat peste 60 de spectacole din dramaturgia clasică națională și mondială, printre care:
- Las'că-i bine de Ana Lupan
- Descătușarea de Boris Lavreniov (în colaborare cu Victor Gherlac)
- Piatra din casă de Vasile Alecsandri
- Gâlcevile din Chiogia de Carlo Goldoni
- Steaua Sevilei de Lope de Vega
- Sărăcia nu e viciu de Alexandr Ostrovski
- Doamna ministru de Branislav Nušić
- Orașul în zori de Aleksei Arbuzov
- Pălăria de paie italiană de Eugène Labiche
- Dueña de R. Sheridan
- Bădăranii de Carlo Goldoni
- Școala pentru soții de J.-B. Moliere
- Ziua fericită de Alexandr Ostrovski
- Casa Mare de Ion Druță

În 1978, este distinsă cu titlul „Maestrul Emerit al Artei din RSSM”.